# Dushan
La muntanya Du o Dushan (en xinès: 独山; Pinyin: Dú Shān), que en xinès significa la muntanya solitària, és una petita muntanya a prop de Nanyang, Henan, situat a la Xina
La muntanya és rica en jade. El jade de Dushan és un dels més famosos de la Xina, i actualment és rar de trobar al mercat.
El tercer dia de la tercera lluna del calendari xinès, la gent escala la muntanya.